# Arthur Hoérée
Arthur Hoérée est un compositeur et acteur belge né à Saint-Gilles (Bruxelles) le 16 avril 1897 et mort à Paris le 3 juin 1986,.
Auteur d'une quinzaine de musiques de films, il collabora souvent avec Arthur Honegger. Il eut comme élève le compositeur et organiste André Jorrand en cours d'instrumentation.
De 1941 à 1944, il tint, en alternance avec Jacques Audiberti, la chronique cinématographique du journal Comœdia.

## Filmographie
- 1934 : Rapt, de Dimitri Kirsanoff
- 1937 : Liberté de Jean Kemm
- 1937 : Passeurs d'hommes de René Jayet
- 1938 : L'Ange que j'ai vendu de Michel Bernheim
- 1939 : L'Or dans la montagne de Max Haufler
- 1939 : Les Musiciens du ciel de Georges Lacombe
- 1942 : À la belle frégate d'Albert Valentin + interprétation
- 1942 : Huit hommes dans un château de Richard Pottier
- 1942 : Malaria de Jean Gourguet
- 1943 : La Main de l'homme de Jean Tedesco et François Ardoin (court métrage)
- 1945 : Les Démons de l'aube d'Yves Allégret
- 1945 : Enquête du 58 de Jean Tedesco (court-métrage)
- 1946 : Un revenant de Christian-Jaque (seulement interprétation)
- 1950 : Arrière-saison de Dimitri Kirsanoff
- 1951 : Les Hommes de l'acier de Jean Tedesco (court-métrage)
- 1956 : Une tâche difficile de Jean Leduc (court-métrage)
- 1959 : L'Art d'être heureux d'Armand Chartier  (documentaire)

## Œuvres
- 1923 : Septuor (Voix Mezzo-Soprano, Flûte, Quatuor à Cordes et Piano), Opus 3.